# 19025 Arthurpetron
19025 Arthurpetron (2000 SC117) là một tiểu hành tinh vành đai chính được phát hiện ngày 24 tháng 9 năm 2000 bởi nhóm nghiên cứu tiểu hành tinh gần Trái Đất phòng thí nghiệm Lincoln ở Socorro.